# Carlos Delfino
Carlos Francisco Delfino (ur. 29 sierpnia 1982 w Santa Fe) – argentyński koszykarz, mistrz olimpijski, występujący na pozycjach rzucającego obrońcy lub niskiego skrzydłowego, obecnie zawodnik Consultinvest VL Pesaro.

## Kariera klubowa

### Argentyna
Delfino swoją karierę rozpoczął w drużynie Olimpia de Venado Tuerto w sezonie 1998/99. Po zaledwie roku gry przeniósł się do Union Santa Fe, gdzie też spędził tylko rok i został wypatrzony przez skautów drużyn włoskich.

### Włochy
Pierwszy sezon we Włoszech rozegrał w barwach Viola Reggio Calabria. Grając niespełna 21 minut na mecz zdobywał średnio 8,8 punktu, 2,5 zbiórki i 1,9 przechwytu. Najlepsze spotkanie rozegrał w drugim występie przeciwko Scavolini Pesaro. Zdobył w nim 25 punktów. W 19 z 24 rozegranych spotkań trafiał przynajmniej raz za trzy punkty. Drugi sezon miał jeszcze lepszy. Grał ponad 30 minut na mecz, zdobywając średnio 13,5 punktu, 5,1 zbiórki i 2,4 przechwytu.
Tak dobra gra przyczyniła się do transferu do Skipperu Bolonia. Tam w zaledwie trzecim meczu sezonu wywalczył sobie miejsce w pierwszej piątce. W drużynie z Bolonii grał przez dwa sezony. W pierwszym zdobywał średnio 9,2 punktu i 6,0 zbiórek. Drugi był podobny do pierwszego. Poprawił się w punktach, podnosząc swoje zdobycze do 11,2 punktu i dołożył do tego 5,3 zbiórek.

### NBA
Detroit Pistons wybrali Delfino już w drafcie 2003, ale jako że on miał jeszcze ważny kontrakt ze Skipperem Bolonia, to zdecydował się zostać na jeszcze jeden rok w Europie. Pierwszego sezonu w NBA Delfino nie może jednak zaliczyć do udanych. Trafił do Pistons, którzy bronili tytułu mistrzowskiego i trudno było mu się przebić do składu u trenera Larry'ego Browna, który znany jest z tego, że nie lubi grać niedoświadczonymi zawodnikami. Dodatkowo sprawę utrudniła mu kontuzja kolana, która wykluczyła go z gry na 3 miesiące. W swoich debiutanckich rozgrywkach Delfino rozegrał 30 spotkań, zdobywając średnio 3,9 punktu, 1,8 zbiórki i 1,3 asysty. Nie znalazł się w składzie na play-offy, w których Pistons doszli do finału NBA, przegrywając w nim 3:4 z San Antonio Spurs.
W drugim sezonie jego średnia minut nie wzrosła, ale był za to jednym z ważniejszych rezerwowych w drużynie. Zagrał w 68 meczach, zdobywając średnio 3,6 punktu i 1,7 zbiórki na mecz. Był zmiennikiem Tayshauna Prince'a i Richarda Hamiltona. W trzecim sezonie zagrał we wszystkich 82 spotkaniach. Zdobywał w nich średnio 5,2 punktu i 3,2 zbiórki na mecz.
15 czerwca 2007 został wymieniony przez Detroit Pistons do Toronto Raptors. W zamian za niego Pistons dostali wybory w drafcie 2009 i 2011. Wybrali w nich Jonasa Jerebko i Kyle'a Singlera.
Sezon rozegrany w Raptors był najlepszym w jego wykonaniu do tego momentu kariery. Zdobywał średnio 9,0 punktów na mecz i zbierał 4,4 piłki. Zdecydowanie poprawił się w rzutach za trzy punkty, trafiając 38.2% takich prób. Po sezonie zdecydował się jednak nie przedłużać umowy z drużyną z Kanady i wrócił do Europy.

### Rosja
W lecie 2008, Delfino podpisał trzyletni kontrakt z rosyjską drużyną Chimki Moskwa. Został wtedy jednym z najlepiej zarabiających zawodników, otrzymując kontrakt w wysokości 10 milionów dolarów. Odrzucił wtedy też ofertę ze strony Raptors, którzy oferowali mu przedłużenie umowy za 4 miliony dolarów rocznie.
W ich barwach rozegrał łącznie 36 meczów, zarówno w lidze rosyjskiej, jak i w pucharze Eurocup. Zdobywał w nich średnio 11,0 punktów, 3,3 zbiórki i 2,4 asysty w trakcie 24,4 minut gry. Trafiał też z bardzo wysoką skutecznością w rzutach za trzy punkty - 39.6%. Po sezonie rozwiązał kontrakt z Chimkami i wrócił do NBA.

### Powrót do NBA
W lipcu 2009 Toronto Raptors skorzystali z zapisu w umowie Delfino i automatycznie przedłużyli o 3 lata kontrakt o wartości 10 milionów dolarów. Szybko, bo już 17 sierpnia wymienili go do Milwaukee Bucks razem z Roko Ukiciem w zamian za Amira Johnsona i Sonny Weemsa.
W barwach Milwaukee Bucks Delfino rozegrał trzy najlepsze sezony w NBA. Został stałym graczem pierwszej piątki i regularnie zdobywał dla drużyny ponad 10 punktów na mecz. Sprawdził się też w play-off w 2010 roku, gdy Bucks grający bez Andrew Boguta przegrali dopiero po 7 meczach z Atlanta Hawks.
13 sierpnia 2012 zdecydował się na podpisanie kontraktu z Houston Rockets jako wolny agent. 30 czerwca 2013 Delfino został zwolniony przez Rockets.
17 lipca 2013 Delfino powrócił do Bucks, podpisując z nimi kontrakt. Z powodu kontuzji nie zagrał w żadnym z meczów w sezonie 2013/14. 26 sierpnia 2014 wraz z Mirosławem Radulicą i wyborem w drugiej rundzie draftu 2015 został wytransferowany do Los Angeles Clippers w zamian za Jareda Dudleya i zastrzeżony wybór w pierwszej rundzie draftu 2017. Jednak już trzy dni później Clippers rozwiązali z nim kontrakt.
27 września 2017 został zawodnikiem hiszpańskiego Baskonia Vitoria Gasteiz. 27 lutego 2019 podpisał kolejną w karierze umowę z Consultinvest Bolonia (Fortitudo).
7 lipca 2020 zawarł kontrakt z włoskim Consultinvest VL Pesaro.

## Reprezentacja
Delfino był członkiem drużyny juniorskiej, która zdobyła brązowy medal na mistrzostwach świata do 21 lat w 2001 roku. W 2004 roku zdobył złoty medal olimpijski na igrzyskach w Atenach. Cztery lata później zdobył brązowy medal igrzysk w Pekinie.

## Osiągnięcia
Stan na 8 lipca 2020, na podstawie, o ile nie zaznaczono inaczej.

### Klubowe
- Wicemistrz:
  - Euroligi (2004)
  - Włoch (2003, 2004)

### Kadra
- Mistrz:
  - olimpijski (2004)
  - Ameryki (2011)
  - Ameryki Południowej (2004)
  - turnieju FIBA Diamond Ball (2008)
- Wicemistrz:
  - Ameryki (2007)
  - Kontynentalnego Pucharu Marchanda (2007)
- Brąz:
  - igrzysk olimpijskich (2004)
  - turnieju FIBA Diamond Ball (2004)
  - mistrzostw świata U-21 (2001)
- Uczestnik:
  - mistrzostw świata (2006 – 4. miejsce, 2010 – 5. miejsce)
  - igrzysk olimpijskich (2004, 2008, 2012 – 4. miejsce, 2016 – 8. miejsce)
  - mistrzostw Ameryki Południowej U–16 (1997, 1998)
- Lider mistrzostw Ameryki w przechwytach (2007)

## Statystyki
Stan na koniec sezonu 2013/14

### Europa
| Sezon   | Drużyna         | M   | S5 | MPG  | FG%   | 3P%   | FT%   | RPG | APG | SPG | BPG | PPG  |
| ------- | --------------- | --- | -- | ---- | ----- | ----- | ----- | --- | --- | --- | --- | ---- |
| 2000/01 | Reggio Calabria | 24  | 0  | 20,6 | 46,1% | 34,7% | 64,3% | 2,5 | 1,0 | 1,9 | 0,1 | 8,8  |
| 2001/02 | Reggio Calabria | 31  | 0  | 30,8 | 45,4% | 28,8% | 79,0% | 5,1 | 1,7 | 2,4 | 0,4 | 13,5 |
| 2002/03 | Skipper Bolonia | 54  | 0  | 28,0 | 40,7% | 30,0% | 73,3% | 6,3 | 1,4 | 1,8 | 0,3 | 10,0 |
| 2003/04 | Skipper Bolonia | 64  | 0  | 28,0 | 41,7% | 32,8% | 73,3% | 5,4 | 1,7 | 1,7 | 0,1 | 11,3 |
| 2008/09 | Chimki Moskwa   | 36  | 0  | 24,4 | 42,6% | 39,6% | 77,0% | 3,3 | 2,4 | 1,2 | 0,2 | 11,0 |
| Razem   |                 | 209 | 0  | 27,0 | 42,6% | 32,9% | 74,1% | 4,9 | 1,7 | 1,8 | 0,2 | 11,0 |

### NBA
Na podstawie Basketball-Reference.com (ang.)

#### Sezon regularny
| Sezon   | Drużyna   | M   | S5  | MPG  | FG%   | 3P%   | FT%   | RPG | APG | SPG | BPG | PPG  |
| ------- | --------- | --- | --- | ---- | ----- | ----- | ----- | --- | --- | --- | --- | ---- |
| 2004/05 | Detroit   | 30  | 4   | 15,3 | 35,9% | 25,7% | 57,5% | 1,8 | 1,3 | 0,7 | 0,2 | 3,9  |
| 2005/06 | Detroit   | 68  | 1   | 10,7 | 40,3% | 33,3% | 67,2% | 1,7 | 0,6 | 0,3 | 0,2 | 3,6  |
| 2006/07 | Detroit   | 82  | 1   | 16,7 | 41,5% | 33,3% | 78,7% | 3,2 | 1,1 | 0,6 | 0,1 | 5,2  |
| 2007/08 | Toronto   | 82  | 0   | 23,5 | 39,7% | 38,2% | 74,4% | 4,4 | 1,8 | 0,8 | 0,1 | 9,0  |
| 2009/10 | Milwaukee | 75  | 66  | 30,4 | 40,8% | 36,7% | 78,2% | 5,3 | 2,7 | 1,1 | 0,3 | 11,0 |
| 2010/11 | Milwaukee | 49  | 40  | 32,4 | 39,0% | 37,0% | 80,0% | 4,1 | 2,3 | 1,6 | 0,2 | 11,5 |
| 2011/12 | Milwaukee | 54  | 53  | 28,5 | 40,2% | 36,0% | 79,2% | 3,9 | 2,3 | 1,5 | 0,2 | 9,0  |
| 2012/13 | Houston   | 67  | 5   | 25,2 | 40,5% | 37,5% | 85,7% | 3,3 | 2,0 | 1,0 | 0,1 | 10,6 |
| Razem   |           | 507 | 170 | 22,8 | 40,1% | 36,5% | 75,8% | 3,6 | 1,7 | 0,9 | 0,2 | 8,1  |

#### Play-offy
| Sezon | Drużyna   | M  | S5 | MPG  | FG%   | 3P%   | FT%    | RPG | APG | SPG | BPG | PPG  |
| ----- | --------- | -- | -- | ---- | ----- | ----- | ------ | --- | --- | --- | --- | ---- |
| 2006  | Detroit   | 8  | 0  | 4,0  | 16,7% | 50,0% | 100,0% | 0,5 | 0,3 | 0,1 | 0,0 | 0,6  |
| 2007  | Detroit   | 16 | 0  | 8,4  | 40,5% | 18,8% | 66,7%  | 1,3 | 0,5 | 0,3 | 0,1 | 2,3  |
| 2008  | Toronto   | 5  | 0  | 24,2 | 40,5% | 26,7% | 90,0%  | 4,8 | 2,2 | 0,8 | 0,0 | 8,6  |
| 2010  | Milwaukee | 7  | 7  | 32,3 | 35,6% | 40,5% | 75,0%  | 4,0 | 2,6 | 0,7 | 0,3 | 10,0 |
| 2013  | Houston   | 5  | 0  | 24,0 | 37,5% | 35,5% | 100,0% | 2,4 | 2,0 | 0,6 | 0,2 | 9,0  |
| Razem |           | 41 | 7  | 15,5 | 37,3% | 33,7% | 84,6%  | 2,2 | 1,2 | 0,4 | 0,1 | 4,9  |

### Reprezentacja
| Sezon | Drużyna   | M  | S5 | MPG  | FG%   | 3P%   | FT%   | RPG | APG | SPG | BPG | PPG  |
| ----- | --------- | -- | -- | ---- | ----- | ----- | ----- | --- | --- | --- | --- | ---- |
| 2004  | Argentyna | 17 | 0  | 18,8 | 39,3% | 23,2% | 85,4% | 2,3 | 1,6 | 0,8 | 0,0 | 8,5  |
| 2006  | Argentyna | 9  | 0  | 18,8 | 47,0% | 41,2% | 62,5% | 5,1 | 1,7 | 1,3 | 0,1 | 9,0  |
| 2007  | Argentyna | 12 | 0  | 30,4 | 35,0% | 31,3% | 69,4% | 5,8 | 3,1 | 2,1 | 0,0 | 13,5 |
| 2008  | Argentyna | 11 | 0  | 26,0 | 45,3% | 42,2% | 66,7% | 5,0 | 1,6 | 1,6 | 0,3 | 12,6 |
| 2010  | Argentyna | 9  | 0  | 36,3 | 45,5% | 38,6% | 77,6% | 4,7 | 2,8 | 2,0 | 0,3 | 20,6 |
| 2011  | Argentyna | 9  | 0  | 29,2 | 43,8% | 33,3% | 70,6% | 5,0 | 2,1 | 1,8 | 0,1 | 12,6 |
| 2012  | Argentyna | 8  | 0  | 31,6 | 46,8% | 35,2% | 65,2% | 3,8 | 1,6 | 0,9 | 0,1 | 15,3 |
| Razem |           | 75 | 0  | 26,4 | 42,4% | 34,7% | 73,7% | 4,3 | 2,1 | 1,5 | 0,1 | 12,6 |